# Dance (A$$)
"Dance (A$$)" é uma canção do rapper americano Big Sean, lançada como terceiro single do seu álbum de estreia Finally Famous. É a sétima canção do repertório do álbum e foi adicionado as rádios de formato urban em 20 de setembro de 2011. O remix oficial da obra, que estreou em 4 de outubro de 2011, com vocais adicionais de Nicki Minaj, foi disponibilizado para download gratuito em seu site, e lançado nas rádios urban dos Estados Unidos em 18 de outubro de 2011.

## Vídeo musical
O vídeo de "Dance (A$$)" Remix com participação de Nicki Minaj foi disponibilizada em 1 de novembro de 2011 no site de entretenimento Vevo.

## Desempenho nas paradas musicais

### Posições
| Paradas musicais (2011-12)                   | Melhor posição |
| -------------------------------------------- | -------------- |
| Canadá (Canadian Hot 100)                    | 85             |
| Estados Unidos (Billboard Hot 100)           | 10             |
| Estados Unidos R&B/Hip-Hop Songs (Billboard) | 3              |
| Estados Unidos Rap Songs (Billboard)         | 2              |
| Estados Unidos Pop Songs (Billboard)         | 38             |

### Certificações
| País           | Associação | Certificação | Vendas  |
| -------------- | ---------- | ------------ | ------- |
| Estados Unidos | RIAA       | Ouro         | 500,000 |